# ترجمة نطاق النوايا
ترجمة نطاق النوايا هي آلية حسابية تستخدم من قِبل المسوقين لتحويل نوايا الشراء المذكورة إلى احتمالات شراء، وهذا يعني، التحويل إلى تقدير سلوك الشراء الفعلي. حيث تستخدم بيانات استقصاء عن نوايا عمليات الشراء لدى العملاء وتقوم بتحويلها إلى احتمالات شراء فعلية.
قد يطرح الاستطلاع سؤالًا باستخدام نطاق مكون من خمس نقاط مثل:

ما أكثر صفة تنطبق على المنتج «س»؟
___ بالتأكيد أستخدم المنتج «س»
___ ربما أستخدم المنتج «س»
___ أود أن أستخدم المنتج «س»
___ ربما لن أستخدم المنتج «س»
___ بالتأكيد لن أستخدم المنتج «س»

سيقوم باحث تسويق بتخصيص قيم رقمية بداية لفئات النوايا هذه. وإذا كانت الأرقام تتراوح بين صفر إلى واحد، يمكن تقديرها على أنها احتمالات نوايا. هذا مثال فعلي على ذلك:
بالتأكيد -> .99
محتمل -> .75
ربما -> .5
غير محتمل -> .25
بالتأكيد لا -> .01
يقوم الباحث بعد ذلك باستخدام علاقة دالية محددة مسبقًا لتحويل النوايا المحددة إلى تقديرات باحتمالات الشراء الفعلية. ويوضح الشكل الآتي دالة ترجمة مثل هذه. في حالة اختيار الشخص الذي يجيب على الاستطلاع إجابة «بالتأكيد» وتم تعيين احتمالية نية تبلغ 99. إلى تلك الفئة، فإن الاحتمالية الفعلية للشراء يمكن قراءتها بعيدًا عن المحور العمودي. توفر لك دالة الترجمة قيمة 8. تقريبًا، مما يشير إلى أن محددات الدالة تعني أنه ليس جميع الأشخاص الذين يزعمون أنهم ينوون بالتأكيد الشراء سيشترون بالفعل.
في حالة اختيار الشخص الذي يجيب على الاستطلاع إجابة “غير محتمل” وتم تعيين احتمالية نية تبلغ 25. إلى تلك الفئة، فإن الاحتمالية الفعلية للشراء يمكن قراءتها بعيدًا عن المحور العمودي بقيمة 35. مما يشير إلى أن محددات الدالة تعني أن بعض الأشخاص الذين يدعون أنهم من المحتمل أن يشتروا لن يشتروا بالفعل.
تتضمن ترجمات نية/تقييم الشراء الأخرى تحليلاً لوغاريتميًا وترجمة رتبة التفضيل.

انظر أيضًا: بحوث التسويق، هندسة الإنتاج، التسويق، تدهور التفضيل، بحث التسويق الكمي